# New Jersey (album)
A New Jersey a Bon Jovi zenekar negyedik stúdióalbuma, amely 1988 szeptemberében jelent meg. Hozzávetőlegesen 7 millió példány kelt el az USA-ban, és 15 millió az egész világon. Ez az együttes harmadik legtöbb példányszámban elkelt albuma. Az amerikai eladásokat tekintve második. Ez volt az első nyugati album, ami megjelent hivatalosan a Szovjetunióban is.
Az album az első helyen debütált az amerikai slágerlistákon, és szerte a világon. Az albumról öt dal is szerepelt a Billboard Hot 100 listán.  Azóta egy rocklemez sem ért el ilyen sikereket. Megismertetésében nagy szerepet játszott az együttes New Jersey Syndicate Turné című fellépés sorozata, amely 1988-tól 1990-ig tartott.

## Az album dalai
1. "Lay Your Hands on Me" (Jon Bon Jovi/Richie Sambora) – 6:00
2. "Bad Medicine" (Bon Jovi/Child/Sambora) – 5:16
3. "Born to Be My Baby" (Bon Jovi/Child/Sambora) – 4:40
4. "Living in Sin" (Bon Jovi) – 4:39
5. "Blood on Blood" (Bon Jovi/Child/Sambora) – 6:16
6. "Homebound Train" (Bon Jovi/Sambora) – 5:10
7. "Wild Is the Wind" (Bon Jovi/Child/Sambora/Warren) – 5:08
8. "Ride Cowboy Ride" (Captain Kidd/King Of Swing) – 1:25
9. "Stick to Your Guns" (Bon Jovi/Knight/Sambora) – 4:45
10. "I'll Be There for You" (Bon Jovi/Sambora) – 5:46
11. "99 in the Shade" (Bon Jovi/Sambora) – 4:29
12. "Love for Sale" (Bon Jovi/Sambora) – 3:57

## Közreműködők
- Jon Bon Jovi 	 – 	ének, akusztikus gitár, harmonika, ütőhangszerek
- Richie Sambora	 – 	ritmusgitár, akusztikus és 12-húros gitár, mandolin, háttérvokál
- David Bryan	 – 	billentyűs hangszerek, háttérvokál
- Alec John Such	 – 	basszusgitár, háttérvokál
- Tico Torres 	 – 	dob, ütőhangszerek
- John Allen	 	 – 	technikus
- Peter Berring	 	 – 	rendező, vokál, vokál-elrendezés
- Joanie Bye	 	 – 	ének (háttér)
- Chris Cavallaro	 – 	technikus
- Bruce Fairbairn	 – 	ütőhangszer, duda, producer
- Scott Fairbairn	 – 	cselló
- Lovena Fox	 	 – 	ének (háttér)
- Linda Hunt	 	 – 	ének (háttér)
- Cecille Larochelle	 – 	ének (háttér)
- Sue Leonard	 	 – 	ének (háttér)
- Goudin Dido Morris	 – 	ütőhangszerek
- Audrey Nordwell	 – 	cselló
- Bob Rock	 	 – 	technikus, mix
- The Sweet Thing	 – 	technikus
- Hugh Syme	 	 – 	illusztrációk
- Chris Taylor	 	 – 	segédtechnikus
- Joani Taylor	 	 – 	háttérvokál
- Tim White	 	 – 	fényképezés
- Cameron Wong	 	 – 	fényképezés

## Pozíciók
Album – Billboard 200 (USA)
| Év   | Pozíció           | Hely         |
| ---- | ----------------- | ------------ |
| 1988 | The Billboard 200 | #1 (4 hétig) |

Kislemezek – (USA)
| Év   | Szám                    | Pozíció                | Helyezés |
| ---- | ----------------------- | ---------------------- | -------- |
| 1988 | "Bad Medicine"          | Mainstream Rock Tracks | 3        |
| 1988 | "Bad Medicine"          | The Billboard Hot 100  | 1        |
| 1988 | "Born to Be My Baby"    | Mainstream Rock Tracks | 7        |
| 1988 | "Born to Be My Baby"    | The Billboard Hot 100  | 3        |
| 1989 | "I'll Be There for You" | Mainstream Rock Tracks | 5        |
| 1989 | "I'll Be There for You" | The Billboard Hot 100  | 1        |
| 1989 | "Lay Your Hands on Me"  | Mainstream Rock Tracks | 20       |
| 1989 | "Lay Your Hands on Me"  | The Billboard Hot 100  | 7        |
| 1989 | "Living in Sin"         | Mainstream Rock Tracks | 37       |
| 1989 | "Living in Sin"         | The Billboard Hot 100  | 9        |

Egyéb
- Toplista első helyezettje: a CNN Worldbeat-en, Európában, az Egyesült Államokban, az Egyesült Királyságban, Kanadában, Ausztráliában, Új-Zélandon, Svédországban, Svájcban, Oroszországban, Brazíliában, Mexikóban.
- Második helyezett volt Japánban.
- RIAA: 7-szeres platina
- BPI: 2-szeres platina
- CRIA: 5-szörös platina